# Neidhart von Reuental
Neidhart von Reuental (en alto alemán medio: Nîthart von Riuwental; también Her Nîthart), nacido en Baviera posiblemente hacia los años 1180 y fallecido después de 1236 o 1237) fue uno de los minnesänger (trovadores) alemanes más famosos. Probablemente estuvo activo en el Ducado de Baviera y se sabe que fue cantante en la corte del duque Federico II de Austria en Viena. Como minnesänger estuvo activo desde 1210 hasta al menos 1236.
Neidhart es muy conocido por su hacer sarcástico y cómico. Han sobrevivido más melodías suyas que las de cualquier otro minnesänger.

## Vida y obra
Fue mencionado en un pasaje del poema Willehalm de Wolfram von Eschenbach escrito antes de 1217, cuando Neidhart ya había alcanzado cierto grado de fama. Todas las fuentes de manuscritos hasta el siglo XV se refieren a él solo como 'Nithart'. El origen del nombre en sí es Nithard, del neerlandés antiguo y con significado de "fuerte hostilidad". Con el tiempo y su uso geográfico ampliado, su ortografía cambió y su significado llega a confundirse cuando se interpreta en alemán moderno. Anteriormente se pensaba que su nombre era un seudónimo alegórico, ya que su significado podría interpretarse más o menos como Corazón-Grave del Valle del Lamento. La segunda parte de su nombre, fue creada por filólogos del siglo XIX, tomando literalmente el papel del 'narrador', que se llama a sí mismo 'von Reuental' en sus poemas, y así lo combinó con el nombre del autor, que era simplemente 'Nithart'.
Su primera poesía se refería a lugares en la región de Baviera y Salzburgo, mientras que más tarde denominaba al duque austríaco Federico II como su mecenas. Cuando el emperador Federico II Hohenstaufen, marcha a la sexta cruzada en 1228, junto a una concurrida compañía de cortesanos, juglares y poetas, parece que entre ellos se encontraba Neidhart.
Menciona una residencia en Lengbach cerca de Tulln, al oeste de Viena. Su tumba, probablemente erigida a instancias del duque Rodolfo IV de Austria (1339-1365), se conserva en el lado sur de la catedral de San Esteban.
La poesía de Neidhart fue transmitida por el Codex Buranus y otros manuscritos de canciones medievales (Liederhandschriften) como el Codex Manesse. Los poemas de Neidhart generalmente se dividen en Sommerlieder ("canciones de verano") y Winterlieder ("canciones de invierno"). Sus canciones sobre la triste vida rural a menudo contrastan con el tema usual del tópico del minnesänger, el amor cortés o romántico. El filólogo Karl Lachmann (1793-1851) se refirió a su estilo como Höfische Dorfpoesie (poesía cortesana del pueblo) y fue frecuentemente imitado por compositores denominados pseudo-Neidharts. Probablemente su canción más conocida es Meienzît, donde Neidhart comienza describiendo un pacífico escenario de primavera pero rápidamente empieza a insultar a sus enemigos (además de a varios amigos y aliados que lo traicionaron). Perpetuado como Neithart Fuchs por eruditos posteriores, siguió siendo un personaje popular hasta bien entrada la Edad Moderna. Varias farsas basadas en su vida y poesía se encuentran entre los dramas profanos más antiguos de Alemania.

## Frescos
Alrededor de 1407, el comerciante de telas vienés Michel Menschein encargó una serie de cuatro murales basados en canciones de Neidhart para su salón de baile privado. Cada fresco representa escenas de cada una de las cuatro estaciones del año. Los frescos son notables además, por ser una de las pocas obras sobrevivientes de este tipo sobre un tema secular de una fecha tan temprana. Fueron descubiertos durante unas obras de reurbanización en 1979 y son exhibidos en el Museo de la Ciudad de Viena, después de haber realizado una importante restauración.